# Adrianópolis
Adrianópolis är en kommun i Brasilien.   Den ligger i delstaten Paraná, i den södra delen av landet, 1 000 km söder om huvudstaden Brasília. Antalet invånare är 6 374.
I omgivningarna runt Adrianópolis växer i huvudsak städsegrön lövskog. Runt Adrianópolis är det mycket glesbefolkat, med 4 invånare per kvadratkilometer.